# Змивайся
«Змивайся» (англ. Flushed Away) — анімаційний фільм 2006 року режисерів Девіда Бауерса і Сема Фелла.
Третя спільна робота студій DreamWorks Animation і Aardman Animations. На відміну від попередніх мультфільмів цього творчого союзу, зроблених за допомогою пластилінової анімації, ця стрічка зроблена цілком за допомогою комп'ютерної анімації, проте в основу мультфільму увійшла і пластилінова анімація.
Мультфільм вийшов на екрани 3 листопада 2006 року і отримав рейтинг PG за сленг і грубий гумор. Головних героїв озвучували Г'ю Джекман, Кейт Вінслет і Ієн Мак-Келлен (в українському перекладі їх замінили відомі актори дубляжу — Іван Розін, Ірина Ткаленко і Василь Мазур).

## Ролі озвучили
| Персонаж                            | Оригінал       | Український дубляж   |
| ----------------------------------- | -------------- | -------------------- |
| Родді Сент-Джеймс (Roddy St.-James) | Г'ю Джекман    | Іван Розін           |
| Рита Мелоун (Rita Malone)           | Кейт Вінслет   | Ірина Ткаленко       |
| Ропух (Toad)                        | Ієн Мак-Келлен | Василь Мазур         |
| Лє Жаб (Le Frog)                    | Жан Рено       | Костянтин Лінартович |
| Шпичак (Spike)                      | Енді Серкіс    | Сергій Малюга        |
| Біляк (Whitey)                      | Білл Наї       | Андрій Середа        |
| Сід (Sid)                           | Шейн Річі      | Юрій Коваленко       |
| місіс Мелоун (Mrs. Malone)          | Кеті Берк      |                      |
| містер Мелоун (Mr. Malone)          | Девід Суше     |                      |

Фільм дубльовано студією «Pteroduction Sound» на замовлення компанії «B&H Film Distribution» у 2006 році.
- Перекладач — Олекса Негребецький
- Режисер дубляжу — Костянтин Лінартович
- Асистент режисера — Іван Марченко
- Звукорежисер — Олег Кульчицький